# 绿香青
绿香青（学名：Anaphalis viridis）是菊科香青属的植物，为中国的特有植物。分布在中国大陆的云南、西藏等地，生长于海拔3,000米至4,800米的地区，常生于山顶、山坡岩石或草地上。
其种加词“viridis”意为“绿色的”。

## 异名
- Anaphalis viridis Cumm. var. acaulis Hand.-Mazz.